# 뜨거운 바다
"뜨거운 바다"는 1992년에 개봉한 대한민국의 영화이다.

## 캐스팅
- 하재영 : 준하 역
- 김아령 : 지여 역
- 권용운 : 박 병장 역
- 박영교 : 누크 역
- 이환지 (우정출연)
- 박준규 (우정출연)